# Абдуллаєв Мухаммадкадир Маматкулович
Абдуллаєв Мухаммадкадир Маматкулович (узб. Muhammadqodir Mamatqulovich Abdullayev, нар. 15 листопада 1980 в Андижані, Узбекистан) — узбецький боксер-професіонал, що виступав у першій напівсередній вазі, олімпійський чемпіон (2000 рік) та чемпіон світу (1999 рік).

## Аматорська кар'єра
На Азійських іграх 1994 в категорії до 57 кг програв в другому бою Сомлук Камсінг (Таїланд).
На чемпіонаті Азії 1995 став срібним призером в категорії до 60 кг, програвши у фіналі Туменцецегийн Уйтумен (Монголія).
На Олімпійських іграх 1996 в 1/16 фіналу програв Терренсу Котен (США) — 6-18
На чемпіонаті Азії 1997 став чемпіоном, здобувши перемогу у фіналі над Сін Ин Чхоль (Південна Корея), а на чемпіонаті світу 1997 програв в першому бою, після чого піднявся в першу напівсередню вагову категорію.
1998 року став переможцем на Кубку світу, подолавши в фіналі Лоренсо Арагон (Куба) — 17-13, та на Азійських іграх.
На чемпіонаті Азії 1999 став чемпіоном. На чемпіонаті світу 1999 року здобув п'ять перемог, подолавши Айдина Гасанова (Росія), Рікардо Вільямса (США), Сергія Биковського (Білорусь), в півфіналі Лукаша Конечни (Чехія) — 12-2 і в фіналі Віллі Блена (Франція) — 11-6.
На Олімпійських іграх 2000 став чемпіоном.
- 1/16 фіналу. Переміг Мігеля Котто (Пуерто-Рико) — 17-7
- 1/8 фіналу. Переміг Келсона Пінто (Бразилія) — RSC
- 1/4 фіналу. Переміг Сергія Биковського (Білорусь) — 9-6
- 1/2 фіналу. Переміг Мухаммеда Аллалу (Алжир) — RSC
- Фінал. Переміг Рікардо Вільямса (США) — 27-20

## Професійна кар'єра
На професійному ринзі Абдулаєв не мав такого успіху як на любительському. Перемігши у 11 перших боях, поступився нокаутом колишньому чемпіону IBF Філіппу Холідею. Другої поразки йому завдав Мігель Котто. Таким чином пуерторіканець взяв реванш за поразку на Олімпіаді. Одразу після цього була ще одна поразка від українця Андрія Котельника.